# سلوتسکوگن
سلوتسکوگن (انگلیسی: Slottsskogen) پارک بزرگی به وسعت ۱۴۰هکتار است که در مرکز یوتبری سوئد قرار دارد. این پارک در سال ۱۸۷۶ احداث شد.